# 箱庭療法
箱庭療法（はこにわりょうほう、独: sandspiel therapie、英: sandplay therapy）は、心理療法の一種で、箱の中にクライエントが、セラピストが見守る中で自由に部屋にあるおもちゃを入れていく手法。表現療法に位置づけられるが、作られた作品は言語化されるときもある。基本的に自由に見守られながら表現することが重要であるといわれている。現在は成人の治療にも使用されるが、もともとは遊戯療法から派生した。米国や欧州など、世界で用いられる手法であるが、日本でも幅広く用いられている。

## 歴史

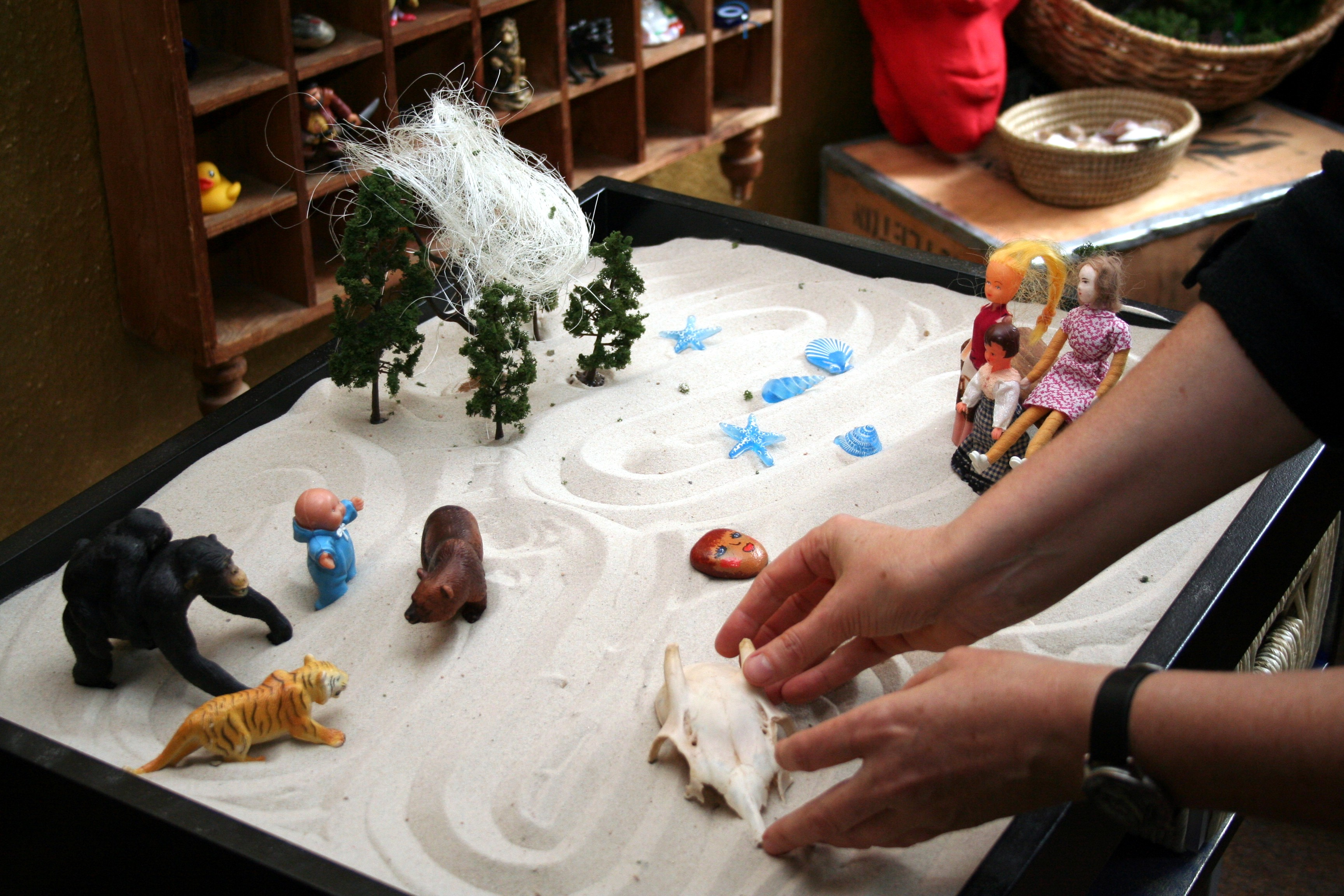

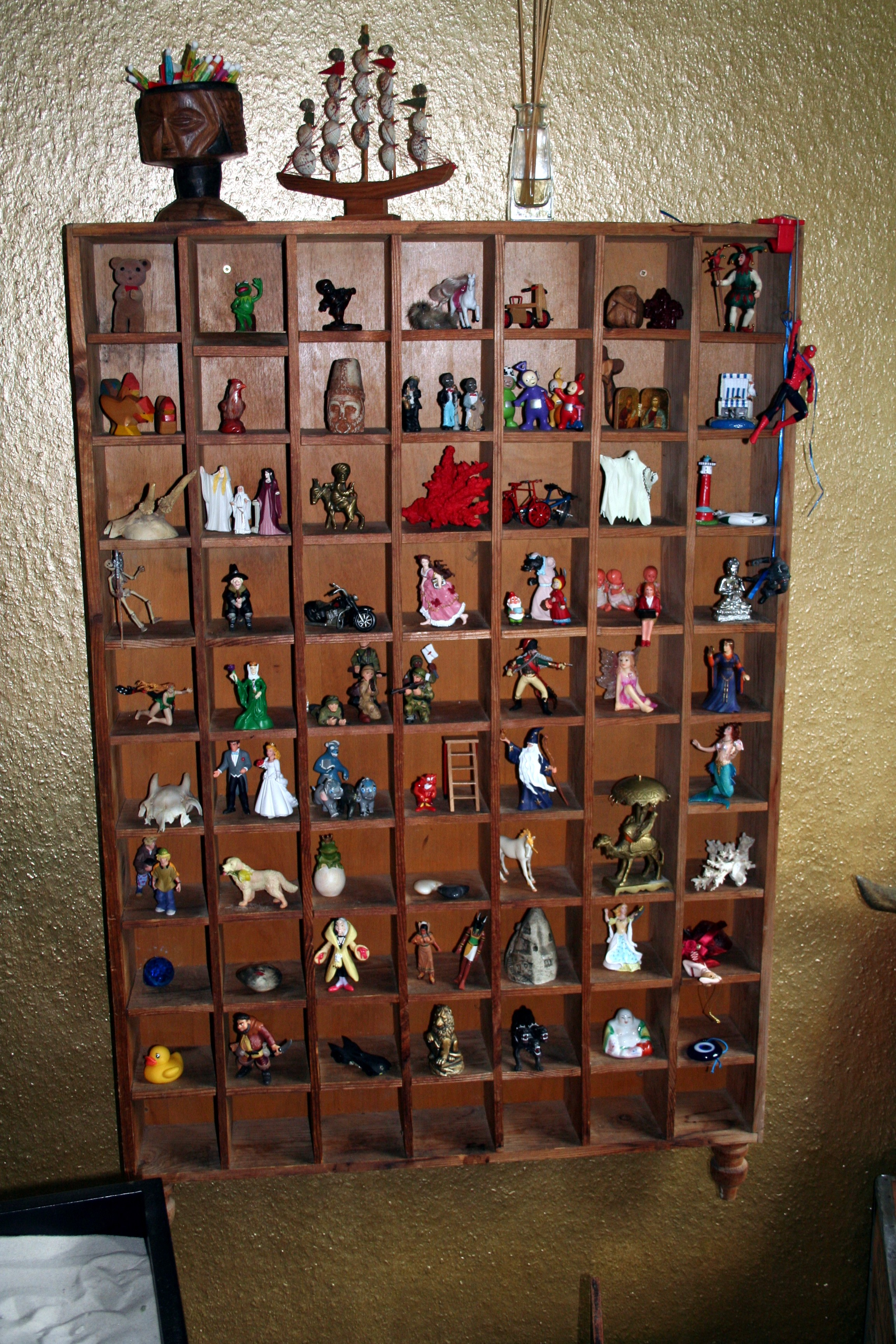

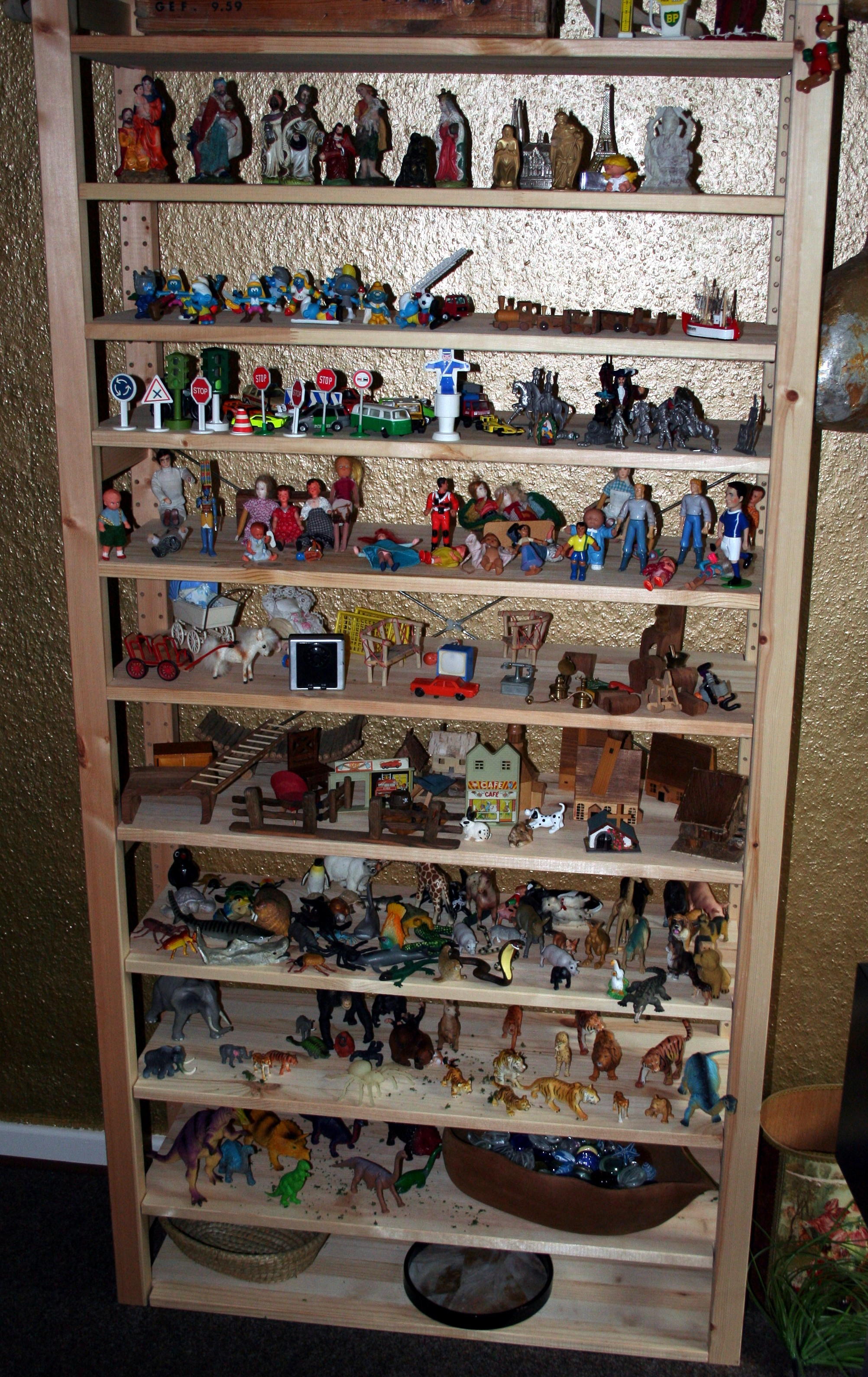

1911年、SF作家のH. G. ウェルズ（Herbert George Wells）が自分の子供と床の上でミニチュア玩具を並べて遊んだ印象深い体験に基づいて、「フロア・ゲーム（Floor Games）」という本を書いた。その本を読んで感動したイギリスの小児科医でクライン派のマーガレット・ローエンフェルト（en:Margaret Lowenfeld）が世界技法（The World Technique)を作り、1929年に発表した。その後、スイス人のドラ・カルフ（Dora Kalff）がユング心理学を基盤としてさらに発展させ、「砂遊び療法」（Sandplay Therapy, Sandspiel Therapie)として確立した。
箱庭療法は当初は主に子ども用のセラピーとして使用された。その理由として、子供や思春期の人間は複雑な概念や言語の構成が苦手であり、どちらかというと、遊びや象徴的な表現の中で、自己表現をすることが多く非言語的な手法による治療は有意義との意見がある。しかし、その後、子供だけでなく、広く精神障害を持つ患者に使用されている。また、世界的に日本ほど、箱庭療法が急速かつ、広範に普及した例はなく、現在は日本から中国・韓国などの地域にも徐々に広まっている。また、ヨーロッパ・米国においても使用されている。
1985年に国際箱庭療法学会(International Society for Sandplay Therapy) が設立された。

### 日本への導入
ユング研究所に留学中だった河合隼雄の友人が、カルフに日本人がスイスで研究していることを告げ、河合とカルフが会うことになる。カルフと会った河合は、箱庭療法を体験することになるが、箱庭を見た際に、直観的に河合がかつて小学生の頃に見た「箱庭遊びと似ている」と思ったという。河合隼雄は箱庭療法に接した際、欧米と比較して非言語的表現の多い日本の文化に適していると思い、日本へ導入したと語っている。（「箱庭療法」はSandplay Therapyの河合隼雄による訳である。）
そして1965年、河合隼雄により箱庭療法が日本に紹介された。最初は天理市と京都市に導入され、実践と同時に多くの箱庭療法に関する研究も京都大学の河合隼雄や、山中康裕、岡田康伸（3人ともに臨床心理士）などを中心に行われる。その後は、一つの大学にとどまらず他の大学においても活発な実践・研究が行われるようになる。
現在では、病院・学校等の心理相談室、少年鑑別所などの機関で使用されている。

## 日本の中の箱庭のルーツ
日本には、伝統的にお盆の上に石を置き、風景を作る盆石（ぼんせき）や、盆山・盆景などがあり、古くから箱庭で遊ぶ文化があったという。江戸時代末期から明治初頭にかけては多くの流派があった。湯川秀樹は幼い頃、盆石遊びをし、その遊びを通して「自分の世界を作っていた」という。このように、箱庭が日本に古くから伝わる遊びや風習の中にあったといえる。

## 道具

### 箱と砂
箱は所定の大きさがあり、それを使用することになる。米国では箱庭療法を導入している病院があるが、基本的に箱のサイズは規格化されておらずバラバラである。砂の種類は特に決まっておらず、基本的には自由であり，いろいろな砂を使用する（砂浜の砂、土など）。

### 箱庭の枠
ちなみに、箱庭の枠（高さ7cmの部分）であるが、これは非常に重要である。統合失調症の治療で有名な精神科医で日本独自の風景構成法を考案した中井久夫は、東京で河合の箱庭に関する発表を聞き、箱庭に枠が使用されている点に注目した。そして、患者が箱庭の「枠」があるために、箱庭による自己表現が可能であり、治療効果があることに気づいたという。
中井は紙の縁を枠として考え、治療者が枠をハンドライティングで描くという、自身の風景構成法の「枠付け法」に応用した。中井や山中康裕などの医療系の精神科医が、箱庭療法を病院に持ち込んだことで、箱庭が教育現場だけでなく、病院臨床でも使用される契機となった。

### おもちゃ
使用するおもちゃは特に決まっておらず、規格化されておらず、セラピストが自由に集めてくる。

## 関連学会
- 国際箱庭療法学会(ISST)
- 日本箱庭療法学会
- カナダ箱庭療法協会 (Canadian Association for Sandplay Therapy)
- Sandplay Therapists of America

## 参考書
- カルフ箱庭療法　ドラ・M・カルフ（誠信書房）
- 箱庭療法入門　河合隼雄　（誠信書房）
- 箱庭療法の世界　東山紘久　（誠信書房）

- 箱庭療法の基礎　岡田康伸　（誠信書房）
- 箱庭療法の発展　岡田康伸　（誠信書房）
- 箱庭療法の現代的意義　岡田康伸編集　現代のエスプリ.別冊 箱庭療法シリーズ

　至文堂 2002
- 箱庭療法の本質と周辺 岡田康伸編集  現代のエスプリ.別冊 箱庭療法シリーズ 至文堂 2002

- 自閉症児の治療教育 : 音楽療法と箱庭療法 山松質文著　岩崎学術出版社 1975
- トポスの知 : 箱庭療法の世界 河合隼雄, 中村雄二郎著　明石箱庭療法研究会編　ティビ　ーエス・ブリタニカ , 1984

- 箱庭療法研究 　河合隼雄, 山中康裕編　誠信書房 , 1982
- 箱庭療法の国際比較における基礎研究 研究代表者 河合隼雄 京都大学教育学部, 1989
- 表現療法   山中康裕編著 ミネルヴァ書房 , 2003
- 箱庭療法-イギリスユング派の事例と解釈- ライス・メニーヒェン（金剛出版）
- 箱庭療法   基礎的研究と実践   木村晴子著 創元社 , 1985
- 臨床心理面接技法    伊藤良子編  誠信書房 , 2003 (3冊)
- 箱庭療法のプロセス 学校教育臨床と基礎的研究 / 平松清志著 金剛出版 , 2001

- 世界の箱庭療法 : 現在と未来   山中康裕, S.レーヴェン=ザイフェルト, K.ブラッドウ ェイ編 新曜社 , 2000